# Łojek szarawy
Łojek szarawy (Sebacina grisea Bres.) – gatunek grzybów z rodziny łojówkowatych (Sebacinaceae).

## Systematyka i nazewnictwo
Pozycja w klasyfikacji według Index Fungorum: Sebacina, Sebacinaceae, Sebacinales, Incertae sedis, Agaricomycetes, Agaricomycotina, Basidiomycota, Fungi.
Po raz pierwszy takson ten zdiagnozowal w 1908 Giacomo Bresadola.
Polską nazwę "łojówka szarawa" nadał Władysław Wojewoda w 1977 roku, internetowy atlas grzybów podaje nazwę "łojek szarawy" zgodną z nazwą rodzaju Sebacina.

## Występowanie i siedlisko
Znane jest występowanie łojka szarawego w Ameryce Północnej, Europie, Nowej Zelandii i  Afryce Północnej. W Polsce występuje najczęściej w górach.
Saprotrof. Rośnie lasach iglastych i mieszanych, na martwych pniach i opadłych gałęziach drzew iglastych. Najczęściej są to jodły, rzadko świerki.